# Noritani
Les Noritani  sont une tribu antique de Sardaigne.

## Histoire
Décrits par Ptolémée (III, 3), les Noritani  habitaient l'extrémité méridionale de l'île aussitôt au Sud des Neapolitani et des Valentini. Leur capitale était Nora, l'actuelle Pula.